# Johan Peninsula
Johan Peninsula är en halvö i Kanada.   Den ligger i territoriet Nunavut, i den nordöstra delen av landet, 3 700 km norr om huvudstaden Ottawa.
Trakten runt Johan Peninsula är permanent täckt av is och snö. Trakten runt Johan Peninsula är nära nog obefolkad, med mindre än två invånare per kvadratkilometer.